# Wabash (rijeka)
Wabash je 810km duga rijeka u SAD-u, koja protječe kroz američke savezne države Ohio, Indiana i Illinois, pritoka rijeke Ohio.
Rijeka počinje kao mali izvor iz tla među velikim kamenjem u blizini naselja Fort Recovery u državi Ohio. Od izvora rijeke do mjesta Fort Recovery rijeka je brza i plitka, sve do duljine od 5 milje na mjestu gdje je izgrađena brana koja oblikuje jezero Wabash. U daljenjm toku dvije pritoke daju rijeci značajan volumen vode. Na 11 milja od izvora nalazi se Fort Recovery. Nakon naselja rijeka dobiva još dvije pritoke nakon kojih rijeka Wabash postaje plovna sve do utjecanja u Ohio. U daljnjem toku rijeka je vijugavog, te su na njoj u 19. st. izgrađeni brojni kanali kako bi putovanje brodovima bilo kraće. Uz brojne pritoke i brane rijeka svojim tokom postaje plovna i za veće brodove. Na 89 milja od izvora izgrađena je brana Huntington koje na rijeci formira jezero J. Edward Roush. U daljenjem toku rijeka prima svoju prvu veću pritoku rijeku Little, kod naselja Huntington. Zbog brojnih brana na rijeci Wabash često je istjek rijeke Little veći. Nakon utoka rijeke Little na dva mjesta, kod naselja Peru i Logansport rijeka Wabash se grana na brojne rukavce koji okružuju riječne otoke. Drugi veliki pritoke je rijeka Tippecanoe nakon koje je rijeka Wabash plovna i za najveće riječne brodove. U daljenjem tijeku protječe kroz Lafayette, prima svoju najveću pritoku rijeku White, te se ulijeva u rijeku Ohio kod naselja Shwanteetown u državi Illinois.